# دهستان تاشیدینگ
دهستان تاشیدینگ (به لاتین: Tashiding Gewog) یک دهستان در کشور بوتان است که در ناحیهٔ داگانا واقع شده‌است.